# Pic du Port de Sullo
Le pic du Port de Sullo, pic de Sotllo en espagnol, est un sommet frontalier des Pyrénées culminant entre 3 072 et 3 085 m entre l'Espagne et la France. Côté français, il se situe dans le département de l'Ariège en région Occitanie. Côté espagnol, il se situe dans la province de Lérida en Catalogne.

## Toponymie
Il doit son nom au col menant à trois étangs (Estanyets de Sotllo).

## Géographie

### Topographie

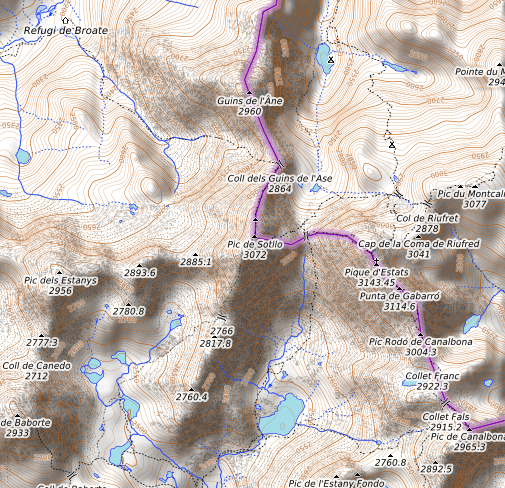
Carte topographique du sommet avec le port éponyme menant au sud-ouest vers les Estanyets de Sotllo.

Il fait partie du massif du Montcalm. Administrativement, il est sur les territoires de la commune d'Auzat en Ariège, dans le Vicdessos, et de la commune d'Alins en Espagne. Le sommet se situe donc dans les périmètres du parc naturel de l'Alt Pirineu et du parc naturel régional des Pyrénées ariégeoises.

### Climat
Le climat est de type montagnard atlantique. Parmi les 28 balises Nivôse de Météo-France, deux se trouvent en Ariège, dont celle du port d'Aula à 2 140 m, assez proche du pic du Port de Sullo.

## Voie d'accès
Depuis la France : il est accessible par le refuge du Pinet, gardé en été.
Depuis l'Espagne : il est accessible par le refuge de Vall Ferrera, gardé en été.